# October Baby
October Baby è un film del 2011 diretto dai fratelli Jon e Andrew Erwin.

## Trama
Durante una recita teatrale, la diciannovenne Hannah ha un malore e viene ricoverata in ospedale. Mentre i suoi genitori, Jacob e Grace, discutono con il dottore e con lei riguardo ai problemi di salute fisici e mentali di cui la ragazza ha sempre sofferto, Hannah viene a conoscenza per la prima volta di essere stata adottata da neonata, dopo essere sopravvissuta a un aborto volontario, e che quindi Jacob e Grace non sono i suoi genitori naturali. Sconvolta, decide di scoprire di più sulla propria nascita, e per farlo approfitta di un viaggio in furgone a cui Jason, suo amico d'infanzia, la invita a partecipare insieme ad altri coetanei. Durante il viaggio avvengono vari imprevisti, ma alla fine Hannah apprende da Mary, un'infermiera, che la sua vera madre, Cindy Hastings, aveva tentato di abortirla e che Cindy era incinta, oltre che di Hannah, di un gemello maschio, morto per le conseguenze del tentativo di aborto, dopo essere stato adottato insieme ad Hannah da Jacob e Grace. Cindy lavora ora in uno studio legale e la ragazza decide di andare a incontrarla, tuttavia la madre, dopo un momento di esitazione, si mostra molto fredda con Hannah e rifiuta di parlarle. Ricondotta a casa da Jacob, Hannah ricade nel più profondo sconforto, ma dopo essersi confidata in chiesa con un sacerdote si convince di come l'unico modo per superare l'odio che ha dentro sia il perdono. Compie quindi un nuovo viaggio, accompagnata da Jacob, per tornare da Cindy e lasciarle sulla scrivania un biglietto con la scritta "Io ti perdono". La donna, leggendolo, scoppia in lacrime.

## Produzione e distribuzione
Il film è ispirato alla storia reale dell'attivista pro-life Gianna Jessen, nata e cresciuta con una paralisi dopo un tentativo di aborto fallito, che poi perdonò la propria madre naturale.
Girato in Alabama, dove vivono i due registi, il film è uscito il 28 ottobre 2011 in un numero limitato di sale statunitensi. Una seconda uscita statunitense, il 23 marzo 2012, più ampia ma ancora limitata, ha ricevuto un inaspettato riscontro da parte del pubblico, facendo incassare al film in poche settimane il triplo del budget – 3 milioni, rispetto al milione di dollari utilizzato – così da aprirgli le porte dal 13 aprile ad altre 500 sale.
In Italia la pellicola è stata presentata il 27 luglio 2012 al Fiuggi Family Festival ed è uscita nello stesso anno, sottotitolata in italiano, in DVD.

## Critica
(Everyeye.it)
(Sugarpulp.it)
(Tempi.it)